# Hemidactylus puccionii
Hemidactylus puccionii este o specie de șopârle din genul Hemidactylus, familia Gekkonidae, descrisă de Enrica Calabresi în anul 1927. Conform Catalogue of Life specia Hemidactylus puccionii nu are subspecii cunoscute.